# سماردجيايت
سماردجيايت (بالبلغارية: Семерджиите)‏ قرية تقع إدارياً ضمن بلدية غابروفو ‏ في بلغاريا. ويبلغ عدد سكانها 1 نسمة حسب تعداد 15 مارس 2015. تعتمد سماردجيايت للبريد على الرمز البريدي 5340.